# 전도사
전도사(evangelist)는 해당 종교의 가르침과 교리를 전하는 전문적인 종교인을 의미한다. 주로 기독교 가운데 개신교에서 사용한다.

## 전도사의 의미
전도사는 대체로 기독교 중에서도 개신교회에서 사용되는 용어이며, 비슷한 의미로 선교사가 있다. 전도사는 출신 지역에서 기독교를 알리는 종교인을 의미하고, 선교사는 출신 지역이 아닌 국가에서 기독교를 알리는 종교인을 의미한다. 유럽과 미주지역에서 전도사는 교단에 소속되었으나 담당 교회나 교구가 없이 기독교 전파가 약한 지역이나 교회가 세워지지 않은 곳을 다니며 복음을 전하고 사역하는 목사를 지칭한다. 대한민국에서는 순회목사로 칭하기도 한다. 성직을 받은 목사는 예배를 주도하고, 설교하고, 세례와 성찬식을 감독하며, 전도와 선교 활동에도 참여합니다.

## 대한민국 개신교회 전도사
대한민국의 경우, 과거 기독교 전파 시기인 19세기와 20세기 초에는 유럽의 전도사 의미를 지녔으나 점차 유럽과 다른 의미로 변화하였다. 현재 대한민국 개신교회에서는 대체로 성직의 3직제인 전도사, 목사, 감독으로 구분하는 직제의 하나로 본다. 개신교회에서는 신학대학원을 졸업하고 안수 과정을 수행하는, 목사로 안수 받기 전 과정의 목회자를 전도사로 부르며, 일정 기간과 과정 이후에 목사로 안수 받는다.

## 전도사의 구분
대한민국 개신교회에서는 전도사는 크게 둘로 나눌 수 있다. 흔히 목사 안수를 받는 안수 과정 전도사와 목사를 돕고, 교회에서 특별한 사역으로 활동하는 심방 전도사이다. 이 둘은 교회내에서 전도사로 호칭되며, 담당하는 사역에 차이가 있다.
과정 전도사는 호칭 전도사와 전임 전도사로 나눌 수 있다. 호칭 전도사는 전도사가 될 예비자, 신학생들을 칭하는 표현이다. 학생 신분인 신학대학원 재학중인 신학생들이 토요일과 주일에 사역 교회에서 봉사할 때 '전도사'라 칭한다. 학부과정의 신학과 학생이나 기독교교육학과 학생들이 교회에서 사역하는 경우에도 칭하기도 한다. 전임전도사는 신학대학원 졸업 후 해당교단에 등록이 되고, 사역하는 교회에 전임전도사로 선발되어 훈련받고 사역하는 것으로 교회에서 상시 활동하는 목사 안수를 받기 전 훈련과정이다.
심방 전도사는 교회 내에서 '전도사'로 불리며, 대한민국의 특별한 상황에서 발전한 교회 직제이다. 19세기, 개신교회 초기 남녀가 유별한 시기에 여성에서 전도를 담당하던 전도부인들에서 발전한 제도다. 전도부인은 남녀의 구분이 심한 시기에 여성과 아동들에게 선교하는 보조적 역할을 했지만, 점차 개신교회 초기부터 여성과 어린이들에게 복음을 전하는데 많은 활약을 하였고, 신여성으로 훈련을 받고, 선교의 역할을 충실히 수행했다. 이후 전문적으로 전도부인을 위한 교육 기관이 설립되었으며, 한국의 개신교회 내에서 목사를 도와 심방과 교회 활동을 지원하는 한국 개신교의 독특한 심방 전도사 제도가 형성되었다.

## 전도사 자격
대한민국에서 목사로 안수 받는 과정 전도사는 통상적으로 3년과정의 신학대학원 학생들이 과정 전도사로 선발된다. 학부과정의 신학과나 기독교교육학과 학생들이 과정전도사로 사역하는 경우도 있다. 목사 안수 이전의 전도사 제도는 개신교회 교단별로 약간의 차이를 보이며, 대체로 3년 이상 전도사로서 훈련을 받아야 한다.